# FC Krystal Kherson
El FC Krystal Kherson es un club de fútbol ucraniano de la ciudad de Kherson. Actualmente juega en la Druha Liha, tercera división en Ucrania.

## Historia
Fue fundado en 1961 como Krystal ya que antes se le conocía como Mayak (en español "faro"). El club reemplazó al otro club de la ciudad FC Spartak Kherson desde la Segunda Guerra Mundial en 1946. Cuando Ucrania se independizó el club pasó a ser conocido como Krystal y empezó a jugar en Persha Liha, segunda división ucraniana. Tiene un gran historial en lo que fue la Unión Soviética y en Ucrania.